# Docirava
Docirava là một chi bướm đêm thuộc họ Geometridae.

## Các loài
- Docirava aequilineata Walker, [1863]
- Docirava affinis Warren, 1894
- Docirava vastata (Walker, 1866)